# Éric Legrand
Pour les articles homonymes, voir Legrand.
Éric Legrand est un acteur et directeur artistique français, né le 5 août 1952 à Paris 17e et mort le 22 mai 2025 à Paris 15e.
Notamment actif dans le doublage, il est connu pour être une des voix françaises récurrentes d'Owen Wilson, une voix régulière de Cameron Daddo et Frank Whaley mais aussi de John Slattery, Billy Zane et Alexis Denisof ou encore de temps à autre de Charlie Sheen, Christopher Heyerdahl, Reed Diamond, Lou Diamond Phillips, John Pyper-Ferguson et Michael Vartan.
Il a également une activité notable sur différents doublages d'anime japonais ou de séries d'animation, comme dans Dragon Ball Z et Dragon Ball Super pour les personnages de Vegeta et Yamcha plus d'autres voix additionnelles ou de Seiya dans Saint Seiya (Les Chevaliers du Zodiaque en VF).

## Biographie

### Jeunesse et études
Éric René Thierry Legrand-Krugell naît le 5 août 1952 à Paris 17e. Son baccalauréat en poche, il passe une année en faculté de lettres avant d'entrer au Conservatoire d'art dramatique de Paris.

### Interviews
Lors d'une interview donnée en 2012, il explique avoir toujours adoré le spectacle depuis tout petit, fasciné par la scène : « Je me souviens, ma grand-mère m'avait emmené au cirque une fois. […] Et je lui avais déjà dit à l'époque, c'est là que j'ai envie d'être. J'avais une envie féroce. »

### Doublage et animation française
Éric Legrand débute dans l'univers du doublage en 1978 « tout à fait par hasard » selon ses termes. Alors qu'il participe à des fictions dramatiques radiophoniques pour France Culture et France Inter,,, un des réalisateurs répète à plusieurs reprises à Éric et Jean-Pierre Leroux que leurs voix se ressemblaient beaucoup. Lorsque ce dernier est engagé pour le doublage du film Le Prince et le Pauvre (1977), il suggère naturellement le nom d'Éric Legrand à Richard Heinz, le doubleur chargé de la version française qui, bien que les deux principaux rôles soient joués par le même acteur à l'écran, souhaite deux voix différentes mais proches.
Au fil du temps, Éric Legrand devient connu pour, entre autres, avoir été une des voix françaises récurrentes d'acteurs américains tels que Owen Wilson, être une voix régulière de Cameron Daddo et Frank Whaley mais aussi de John Slattery et Alexis Denisof ou encore de temps à autre de Christopher Heyerdahl, Reed Diamond, Lou Diamond Phillips, John Pyper-Ferguson et Michael Vartan.
Du côté des séries d'animation, il a également une activité notable sur différents doublages d'animes japonais comme dans Dragon Ball Z et Dragon Ball Super pour les personnages de Vegeta et Yamcha plus d'autres voix additionnelles ou dans Saint Seiya (Les Chevaliers du Zodiaque) pour le personnage de Seiya et autres voix additionnelles. Bien qu'il ait prêté sa voix dans de nombreux animes, il ne se dit pas adepte de ce genre de série,.
Du côté des séries d'animation occidentales, il a notamment incarné Jolly Jumper dans Les Nouvelles Aventures de Lucky Luke (2001).
Éric Legrand était également invité lors du festival Mang'Azur 4e édition, en avril 2009, aux côtés de Patrick Borg et Christophe Lemoine. Il a également été invité au Japan Expo 3e impact en juillet 2001, en 2008 pour la 9e édition du festival, en 2010 aux côtés de Brigitte Lecordier et en 2012.
Du côté musical, il a participé à l'album Apartheid (sur le huitième morceau, intitulé Fier) des Bouchées doubles. Il prête aussi sa voix en tant que Vegeta pour le morceau Bejita's Revenge sur l'EP Demonstrating My Saiya Style du groupe de metalcore français Rise of the Northstar.
En 2008, il participe au tournage d'un épisode de la web-série Noob (saison 5, épisode 1) en jouant le rôle d'un alchimiste, accompagné de Brigitte Lecordier qui jouait une herboriste.
Entre 2016 et 2018, il incarne de nouveau les rôles de Vegeta, Yamcha et Vegetto dans la série d'animation Dragon Ball Super,,. La fusion Vegetto est doublée avec les deux voix de Patrick Borg et d'Éric Legrand.

### Mort
Éric Legrand meurt le 22 mai 2025 à Paris 15e, à l'âge de 72 ans,,,, des suites d'un myélome contre lequel il luttait depuis 2017,,. L'annonce officielle est effectuée sur Facebook par son ami Patrick Borg (voix française de Son Goku). Ses obsèques se déroulent dans l'intimité familiale dans la matinée du 28 mai 2025 au crématorium du Père-Lachaise, salle Formigé, en présence de quelques amis proches dont Nicolas Marié. Ses cendres sont ensuite remises à la famille.

## Théâtre
- Les Miroirs de l'ombre de C. Curtil (lecture de textes)
- Au bord de l'eau d'Ève Bonfanti et Yves Hunstad (théâtre en appartement)
- Jeanne d'Arc au bûcher de Paul Claudel (festival international, Orchestre national de France, Orchestre philharmonique de New York, Orchestre du Gewandhaus de Leipzig, Orchestre philharmonique de Berlin)
- Tranches de vie de Gérard Lauzier (Espace-Gaîté)
- Le Marchand de cymbales (festival du Marais)
- Le Grand Écart de Jean Cocteau : Bec-Fin
- L'Aiglon d'Edmond Rostand : théâtre royal de Mons/Belgique
- L'École des femmes de Molière (tournée)
- Antigone de Jean Anouilh (tournée)
- Les Œufs de l'autruche d'André Roussin (tournée)
- Le Maître de Santiago d'Henry de Montherlant (Comédie-Française)

## Filmographie

### Cinéma

#### Longs métrages
- 1975 : Adieu poulet de Pierre Granier-Deferre
- 1978 : Les Filles du régiment de Claude Bernard-Aubert : Gabriel
- 1979 : Brigade mondaine de Jacques Scandelari
- 1979 : On est venu là pour s'éclater de Max Pécas : Jean-Luc
- 1980 : Mieux vaut être riche et bien portant que fauché et mal foutu de Max Pécas : Norbert
- 1981 : Belles, blondes et bronzées de Max Pécas : Un client de l'aéroport
- 1981 : Si ma gueule vous plaît de Michel Caputo : Christian
- 1982 : Pour cent briques, t'as plus rien... d'Édouard Molinaro : Hubert
- 1983 : Aldo et Junior de Patrick Schulmann

#### Courts métrages
- Distance de Hichem Benderradji
- Dernière Danse de Cédric Wolff
- Chicago blues de Sylvain Dardenne
- Arkadia de Grégory Doazan : Aiolas

### Télévision

#### Séries télévisées
- 1973 : Un homme, une ville : Quellec
- 1980 : Les Amours de la Belle Époque (épisode Le Temps d'aimer)
- 1981 : Les Gaietés de la correctionnelle : l'avocat de Mme Goulot (épisode Le Divorce nostalgique)
- 1983 : Les Amours romantiques : Marcel (épisode Scènes de la vie de Bohème)
- 1985 : Le Petit Théâtre d'Antenne 2 : Humulus le muet
- 1986 : Lili, petit à petit : Jean-Louis
- 1988 : Les Enquêtes du commissaire Maigret de Gérard Gozlan : Jean Vidier (épisode Le Notaire de Châteauneuf)

## Doublage
Note : Les années en italique correspondent aux sorties initiales des films dont Éric Legrand a assuré le redoublage ou le doublage tardif.

### Cinéma

#### Films
- Owen Wilson dans :
  - Bottle Rocket (1996) : Dignan
  - Shanghai Kid (2000) : Roy O'Bannon
  - La Famille Tenenbaum (2001) : Eli Cash
  - Shanghai Kid 2 (2003) : Roy O'Bannon
  - Starsky et Hutch (2004) : Ken "Hutch" Hutchinson
  - Le Tour du monde en quatre-vingts jours (2004) : Wilbur Wright
  - La Vie aquatique (2004) : Ned Plimpton
  - À bord du Darjeeling Limited (2007) : Francis Whitman
  - The Grand Budapest Hotel (2014) : M. Chuck
  - État d'esprit (2021) : Greg Wittle
  - The French Dispatch (2021) : Herbsaint Sazerac
  - Ant-Man et la Guêpe : Quantumania (2023) : Mobius M. Mobius (en) (caméo, scène inter-générique)

- Frank Whaley dans :
  - Né un 4 juillet (1989) : Timmy
  - Section 44 (1992) : Paul Mundy
  - Pulp Fiction (1994) : Brett
  - Dark Side (en) (2010) : Aaron
  - Rob the Mob (2014) : agent Frank Hurd
  - Monster Cars (2016) : Wade

- Billy Zane dans :
  - Calme blanc (1989) : Hughie Warriner
  - Tombstone (1993) : M. Fabian
  - Sniper (1993) : Richard Miller
  - La Revanche de Jesse Lee (1993) : le colonel Graham
  - Le Silence des jambons (1994) : Jo Dee Foster
  - The Roommate (2011) : professeur Roberts

- Michael Sheen dans :
  - Blood Diamond (2006) : Rupert Simmons
  - Frost/Nixon : L'Heure de vérité (2008) : David Frost
  - The Damned United (2009) : Brian Clough
  - No Limit (2010) : Steven Arthur Younger
  - Admission (2013) : Mark

- Marc McClure dans :
  - Superman (1978) : Jimmy Olsen (1er doublage)
  - Superman 2 (1980) : Jimmy Olsen
  - Superman 3 (1983) : Jimmy Olsen
  - Supergirl (1984) : Jimmy Olsen (1er doublage)

- Tom Hanks dans :
  - Toujours prêts (1985) : Lawrence Whatley Bourne III
  - Parole d'officier (1986) : David Bradley
  - Rien en commun (1986) : David Basner
  - Dragnet (1987) : Pep Streebeck

- Charlie Sheen dans :
  - Platoon (1986) : le soldat Chris Taylor
  - 260 chrono (1987) : Ted Varrick
  - Men at Work (1990) : Carl Taylor
  - Le Courtier du cœur (2001) : Ryan Edward Turner

- Jim Caviezel dans :
  - Fréquence interdite (2000) : John Sullivan
  - Highwaymen : La Poursuite infernale (2004) : Rennie
  - Final Cut (2004) : Fletcher
  - Outlander : Le Dernier Viking (2008) : Kainan

- James Stewart dans :
  - Winchester '73 (1950) : Lin McAdam
  - Le Survivant des monts lointains (1957) : Grand McLaine
  - Les Prairies de l'honneur (1965) : Charlie Anderson

- Richard E. Grant dans :
  - La Dame de fer (2011) : Michael Heseltine
  - Logan (2017) : Dr Zander Rice
  - Saltburn (2023) : Sir James

- Rob Lowe dans :
  - L'Hôtel New Hampshire (1984) : John Berry
  - Youngblood (1986) : Dean Youngblood

- Anthony Michael Hall dans :
  - Breakfast Club (1985) : Brian Ralph Johnson
  - Une créature de rêve (1985) : Gary Wallace

- Sting dans :
  - La Promise (1985) : Baron Charles Frankenstein
  - Plenty (1985) : Mick

- Aidan Quinn dans :
  - Recherche Susan désespérément (1985) : Dez
  - Avalon (1990) : Jules Kaye

- Nanni Moretti dans :
  - La messe est finie (1985) : Don Giulio
  - Journal intime (1993) : lui-même

- Rupert Everett dans :
  - Another Country : Histoire d'une trahison (1985) : Guy Bennett
  - St. Trinian's 2 (2009) : Camilla Fritton / Fortnam Fritton / Captain Archibold

- Adrian Pasdar dans : 
  - Top Gun (1986) : lieutenant Charles Piper, alias « Chipper »
  - Urgences (1990) : Michael Chatham

- Timothy Hutton dans :
  - Bienvenue au paradis (1987) : Mike Shea / Elmo Barnett
  - Juste une nuit (2000) : Isaac Alder

- Elias Koteas dans :
  - Jardins de pierre (1987) : Pete DeVeber
  - Tucker (1988) : Alex Tremulis

- Keanu Reeves dans :
  - Les Liaisons dangereuses (1988) : le chevalier Danceny
  - Les Folles Aventures de Bill et Ted (1991) : Ted Logan / Evil Ted

- David Marshall Grant dans :
  - Le Soleil même la nuit (1990) : Sergio Giuramondo
  - Rock (1996) : conseiller Hayden Sinclair, Chef de cabinet de la Maison-Blanche

- Julian Sands dans :
  - Air America (1990) : Rob Diehl
  - The Million Dollar Hotel (2000) : Terence Scopey

- Peter Gallagher dans :
  - The Player (1992) : Larry Levy
  - Malice (1993) : Dennis Riley

- Robert Hays dans :
  - L'Incroyable Voyage (1993) : Bob Seaver
  - L'Incroyable Voyage 2 : À San Francisco (1996) : Bob Seaver

- Alan Cumming dans :
  - Titus (2001) : Saturninus
  - Garfield (2004) : Sir Roland

- Denis O'Hare dans :
  - Garden State (2005) : Albert
  - Les Babysitters (2009) : Stan Lyner

- Matt Winston (en) dans :
  - Little Miss Sunshine (2006) : l'animateur du concours Little Miss Sunshine
  - Quand Chuck rencontre Larry (2007) : Glen Aldrich

- Douglas Reith dans :
  - The Queen (2006) : Lord Airlie
  - Dumbo (2019) : Sotheby

- John Slattery dans :
  - L'Agence (2011) : Richardson
  - Unfrosted : L'Épopée de la Pop-Tart (2024) : un publicitaire

- Christopher Heyerdahl dans :
  - The Calling (en) (2014) : Simon
  - Adopt a Highway (2019) : Jim

Mais aussi :
- 1949[n 1] : Les Désemparés : Ted Darby (Shepperd Strudwick)
- 1959[n 2] : Les Buddenbrook : Bendix Grünlich (Robert Graf)
- 1972[n 3] : Triple Écho : Barton (Brian Deacon)
- 1974[n 3] : Gatsby le Magnifique : Nick Carraway (Sam Waterston)
- 1977 : Le Prince et le Pauvre : Tom Canty (Mark Lester)
- 1978 : La Nuit des masques : Bob Simms (John Michael Graham)
- 1978[n 4] : Zombie : Roy Tucker (Rod Stouffer)
- 1978 : Graffiti Party : Jack Barlow (William Katt)
- 1978 : American College : Donald "Boon" Schoenstein (Peter Riegert)
- 1979 : Apocalypse Now : le lieutenant Carlsen (Glenn Walken) (1er doublage)
- 1979[n 5] : Mad Max : Johnny Lebeau (Tim Burns)
- 1979[n 6] : Star Trek, le film : le commandant Branch (David Gautreaux)
- 1980 : Vendredi 13 : Bill (Bill Crosby)
- 1980 : Le Lion du désert : le lieutenant Sandrini (Stefano Patrizi)
- 1982 : À la limite du cauchemar : Billy Lynch (Jimmy McNichol)
- 1983 : Rusty James : Rusty James (Matt Dillon)
- 1983 : Psychose 2 : Josh (Tim Maier)
- 1984 : Gremlins : Gerald (Judge Reinhold)
- 1984 : Footloose : Ren McCormack (Kevin Bacon)
- 1984 : Top secret ! : Nick Rivers (Val Kilmer)
- 1984 : Starfighter : Alex Rogan / Bêtadroïde Alex (Lance Guest)
- 1984 : L'Affrontement : Howard Keach (Robby Benson)
- 1985 : After Hours : Lloyd (Bronson Pinchot)
- 1985 : La Chair et le Sang : Steven (Tom Burlinson)
- 1985 : Pale Rider, le cavalier solitaire : Josh LaHood (Chris Penn)
- 1985 : Les Aventuriers de la 4e dimension : Michael Harlan (John Stockwell)
- 1985 : Tutti Frutti : Frère Timothée (John Heard)
- 1985 : Le Pouvoir du mal : Hubert (Benjamin Völtz)
- 1985 : Santa Claus : Puffy (Anthony O'Donnell)
- 1986 : Absolute Beginners : Colin (Eddie O'Connell)
- 1986 : Top Gun : le lieutenant Henry Ruth, alias « Wolfman » (Barry Tubb (en))
- 1986 : Born American : K. C. (David Coburn)
- 1986 : Peggy Sue s'est mariée : Michael Fitzsimmons (Kevin J. O'Connor)
- 1986 : Extra Sangsues : Johnny (Ken Heron)
- 1986 : La Brûlure : Richard (Jeff Daniels)
- 1987 : Blue Velvet : Jeffrey Beaumont (Kyle MacLachlan)
- 1987 : Good Morning, Vietnam : Tuan (Tung Thanh Tran)
- 1987 : Le Maître de guerre : lieutenant Ring (Boyd Gaines)
- 1987 : Baby Boom : Ken Arrenberg (James Spader)
- 1987 : Pelle le Conquérant : le commis (Morten Jørgensen)
- 1987 : La Bamba : Bob Keane (Joe Pantoliano)
- 1987 : Running Man : Harold Weiss (Marvin J. McIntyre)
- 1988 : Appartement zéro : Jack Carney (Hart Bochner)
- 1988 : Duo à trois : Ebby Calvin Nuke LaLoosh (Tim Robbins)
- 1988 : Toscanini : Arturo Toscanini (C. Thomas Howell)
- 1988 : Quand les jumelles s'emmêlent : le docteur Jay Marshall (Michael Gross)
- 1988 : Mystic Pizza : Tim Travers (William R. Moses)
- 1989 : Flic et Rebelle : Marino (Robert Knepper)
- 1990 : Bons Baisers d'Hollywood : Allen (Michael Byers) et le jeune interne (John Verea)
- 1990 : Le Fer et la soie : le professeur Mark (Mark Salzman)
- 1990 : La Maison Russie : Wicklow (David Threlfall)
- 1991 : Fenêtre sur Pacifique : Drake Goodmann (Matthew Modine)
- 1991 : Un baiser avant de mourir : Tommy Roussell (Ben Browder)
- 1991 : L'Âge de vivre : Dereck Bentley (Christopher Eccleston)
- 1991 : Immunité Diplomatique (en) : Klaus Hermann (Tom Bresnahan)
- 1992 : Ninja Kids : Brown (Joel Swetow)
- 1992 : Telemaniacs : Roy Knable (John Ritter)
- 1993 : Gilbert Grape : Bobby McBurney (Crispin Glover)
- 1993 : L'Affaire Pélican : Fletcher Coal (Tony Goldwyn)
- 1993 : La Part des ténèbres : Fred Clawson (Robert Joy)
- 1993 : Denis La Malice : Henry Mitchell (Robert Stanton)
- 1994 : Color of Night : Clark (Brad Dourif)
- 1994 : The Crow : Torres (Marco Rodríguez)
- 1994 : Le Client : le sergent Hardy (Will Patton)
- 1995 : Apollo 13 : Pete Conrad (David Andrews)
- 1995 : Copycat : Peter Foley (William McNamara)
- 1995 : Orky : Jack Black (Mark Harmon)
- 1996 : Albino Alligator : Guy Foucard (Viggo Mortensen)
- 1996 : Rock : Larry Henderson (Sam Whipple)
- 1997 : Le Pic de Dante : Stan (Tzi Ma)
- 1997 : Titanic[réf. nécessaire]
- 1997 : Amistad : Juge Coglin (Jeremy Northam)
- 1997 : Le Mystère des fées : Une histoire vraie : le caporal blessé (Anton Lesser)
- 1998 : Croupier : Jack Manfred (Clive Owen)
- 2000 : The Cell : Gordon Ramsey (Jake Weber)
- 2000 : La Vierge des tueurs : Fernando Vallejo (German Jaramillo)
- 2001 : La Maison sur l'océan : Bryan Burke (John Pankow)
- 2002 : Spy Game : Jeu d'espions : Charles Harker (Stephen Dillane)
- 2002 : Une nana au poil : Clive / Jessica (Rob Schneider)
- 2003 : Piège sur internet : Eddie (Cameron Daddo)
- 2007 : Just Another Love Story : Poul (Karsten Jansfort)
- 2007 : Les Rois du patin : Taylor, le conseiller (Luke Wilson)
- 2010 : The Blind Side : le coach Cotton (Ray McKinnon)
- 2011 : Transformers 3 : La Face cachée de la Lune : Q / Wheeljack (George Coe) (voix)
- 2011 : La Maison des ombres : Freddie Strickland (Cal MacAninch)
- 2011 : The Descendants : cousin Ralph (Matt Corboy)
- 2011 : Colombiana : Danny Delanay (Michael Vartan)
- 2013 : Le Vieux qui ne voulait pas fêter son anniversaire : Robert Oppenheimer (Philip Rosch)
- 2017 : The Secret Man: Mark Felt : le prêtre [Qui ?] et un journaliste[Qui ?][réf. nécessaire]
- 2018 : Pentagon Papers : Robert McNamara (Bruce Greenwood)
- 2019 : Suicide Tourist (en) : Frank (Jan Bijvoet)
- 2020 : Sacrées Sorcières : M. Jenkins (Charles Edwards)
- 2021 : Dans les angles morts : Tom Claire (Cotter Smith)
- 2021 : Impardonnable : Michael Malcolm (Richard Thomas)
- 2021 : Don't Look Up : Déni cosmique : Peter Isherwell (Mark Rylance)
- 2024 : Unfrosted : L'Épopée de la Pop-Tart : Mike Puntz (Fred Armisen)

#### Films d'animation
- 1982[n 7] : Goshu le violoncelliste : le chat (2e doublage)
- 1986[n 8] : Dragon Ball : La Légende de Shenron : Yamcha
- 1987[n 8] : Éris : La Légende de la pomme d'or : Seiya
- 1987[n 9] : Cristal Triangle : Isao
- 1987[n 10] : Dragon Ball : Le Château du démon : Yamcha
- 1988[n 8] : La Guerre des dieux : Seiya
- 1988[n 8] : Dragon Ball : L'Aventure mystique : Yamcha
- 1988[n 8] : Les Guerriers d'Abel : Seiya
- 1989[n 11] : Dragon Ball Z : À la poursuite de Garlic : Nikkî
- 1989[n 10] : Lucifer : Le Dieu des Enfers : Seiya et Mū
- 1990[n 11] : Dragon Ball Z : Le Robot des glaces : Docteur Willow
- 1990[n 11] : Dragon Ball Z : Le Combat fratricide : Yamcha
- 1991[n 11] : Dragon Ball Z : La Menace de Namek : Angira
- 1991[n 11] : Dragon Ball Z : La Revanche de Cooler : Sauzer
- 1992[n 11] : Dragon Ball Z : L'Offensive des cyborgs : Vegeta et C-13
- 1993 : Dragon Ball Z : Broly le super guerrier : Vegeta et le Roi Vegeta
- 1993 : Dragon Ball Z : Les Mercenaires de l'espace : Yamcha, Bojack et Vegeta
- 1995 : Dragon Ball Z : Fusions : Vegeta, Diable du Palais du roi Enma et un vampire
- 1995 : Dragon Ball Z : L'Attaque du dragon : Vegeta et le pilote de l'hélicoptère
- 2004[n 12] : Saint Seiya : Tenkai-hen josō: Overture : Seiya
- 2006 : Martin et la Lumière fantôme : Flash McQueen (court-métrage)
- 2010 : Fantastic Mr. Fox : le coach Skip[n 13]
- 2013[n 14] : Dragon Ball Z: Battle of Gods : Vegeta et Yamcha
- 2015 : Dragon Ball Z : La Résurrection de ‘F’ : Vegeta
- 2017 : Mary et la Fleur de la sorcière : voix additionnelles
- 2019 : Dragon Ball Super: Broly : Vegeta et Gogeta
- 2022 : Détective Conan : La Fiancée de Shibuya : Tōru Amuro
- 2022 : Dragon Ball Super: Super Hero : Vegeta[24]
- 2022 : Le Chat potté 2 : La Dernière Quête : Le Grillon parlant

### Télévision

#### Téléfilms
- Cameron Daddo dans :
  - Witch Hunt (2000) : David Overton
  - Pour le meilleur et pour le crime (2002) : Dick Dashton
  - Riverworld, le monde de l'éternité (2004) : Samuel Langhorne Clemens
  - L'Incroyable madame Ritchie (2005) : Jim
  - Ptérodactyles (2005) : le professeur Michael Lovecraft
  - Cyclone Catégorie 7 : Tempête mondiale (2006) : Ross Duffy, météorologue
  - Le Baiser de minuit (2008) : Josh Sherman
  - L'Obssession d'une mère (2009) : Larry Nowack
  - 2012 : Terre brûlée (2010) : David Langmore
  - Le Fantôme du grenier (2011) : Doug McCaffrey
  - Amoureusement vôtre (2015) : Henry
- Sebastian Spence dans :
  - L'Étoile de Noël (2005) : Scott
  - Amour et Préméditation (2006) : Devon Major
  - Au rythme de mon cœur (2007) : Reed Halton
  - Une erreur de jeunesse (2008) : Robert Moss
  - Tornades sur New York (2009) : James « Jim » Lawrence
  - Le Dernier Souhait (2009) : Connor Bailey
- Daniel Morgenroth dans :
  - Le Sommet de la vengeance (2001) : Simon Adler
  - Le Train de l'aventure (2003) : Nick Lemberg
  - Les Fleurs de l'Orient (2006) : Gideon Barclay
  - Terre d'Afrique (2007) : Hans Kappes
  - Emilie Richards - Für immer Neuseeland (2011) : Nicholas Chandler / Colin Channing
- Mark Harmon dans :
  - Le Lac magique (1981) : Johnny Edge
  - Les Survivants du Goliath (1982) : Peter Cabot
  - Shadow of a Doubt (1991) : Charles
  - Mortelle protection (1998) : Tommy Nance
- Billy Zane dans :
  - Le Secret du vol 353 (2001) : Joe Carpenter
  - Invincible (2002) : Os
  - Alien Invasion (2008) : Tom / Saylon
  - Love N'Dancing (2010) : Kent Krantel
- Dirk Martens dans :
  - Un vrai coup de foudre (2001) : Adamczyk
  - La Rançon de l'amour (2007) : Ralf
  - Une mariée en cavale (2011) : Max
  - Robin Hood und ich (2014) : Dr Heiko Herberts
- Scott Baio dans :
  - Danielle Steel : Naissances (1996) : Charlie Winwood
  - Vacances en enfer (2001) : Barry Rengler
  - Hors circuit (2009) : Frank Chase
- Lou Diamond Phillips dans :
  - Les Dents de la mort (2004) : John Sanders
  - Alien Express (2006) : Vic Holden
  - Termination Point (2008) : Dr Daniel Winter
- Peter Outerbridge dans :
  - Un homme si parfait (2007) : David Teague
  - L'Ivresse du cœur (2008) : Charlie Peterson
  - Au nom de ma fille (2008) : l'officier Wayne
- William McNamara dans :
  - Adolescence tourmentée (2014) : le révérend Young
  - Mon dangereux colocataire (2016) : Mark
  - L'Obsession d'une étudiante (2017) : l'inspecteur Andrade
- Aidan Quinn dans :
  - Commandements (1997) : Seth Warner
  - Mayday (2005) : John Berry
- Linus Roache dans :
  - Une balle en plein cœur (1999) : Vlado
  - RFK (2003) : Robert F. Kennedy
- Michael Gross dans :
  - Les Douze Vœux de Noël (2011) : Harold Wayne
  - La Sœur de la marié (2019) : Robert

- 1972[n 15] : La Chose : Ernest 'Ernie' Lincoln (John Rubinstein)
- 1987 : Le Mystère de la baie : Slater (Woody Harrelson)
- 1991 : Au nom de l'enfant : Edward Lindsay (Jeff Allin)
- 1993 : Le Meurtre que je n'ai pas commis : John Callaghan (Patrick Galligan)
- 1994 : J. F. K. : Le Destin en marche : John Fitzgerald Kennedy (Patrick Dempsey)
- 1994 : Dans le piège de l'oubli : David Mills (Eric Close)
- 1994 : Honore ton père et ta mère : La Véritable Histoire des meurtres de Menendez : Lyle Menéndez (Billy Warlock)
- 1994 : Droit à l'absence : David Sue (Tim Lounibos)
- 1995 : Une mère trahie : Peter Walker (Kyle Chandler) (doublage tardif effectué en 2000)
- 1996 : Changement de décors : Warren Littlefield (Bob Balaban)
- 1998 : La Famille trahie : Louie Milito (Michael Imperioli)
- 1999 : Complot génétique : Charles Witcher (Robert Kerbeck)
- 2000 : Le Prix du silence : le pasteur Soren Eames (Kevin Hicks)
- 2000 : Les Filles de l'océan : Ben Miller (Dwier Brown)
- 2001 : Coup de foudre au Plaza : Charlie Hudson (Michael Vartan)
- 2001 : Les Liens du cœur : Maître O'Brien (Dean McDermott)
- 2004 : Pour que la vie continue... : Ed Ellison (John Slattery)
- 2004 : Les Aventures de Flynn Carson : Le Mystère de la lance sacrée : le professeur Harris (Mario Iván Martínez (en))
- 2005 : Un défi pour Noël : Clay McNeil (Garwin Sanford)
- 2007 : Ma grand-mère est riche : Richie Greene (Frank Whaley)
- 2007 : Termination Point : Van Elden (Bradley Stryker)
- 2008 : Alerte tsunamis : Stanley Schiff (Christopher Heyerdahl)
- 2008 : Le Magasin d'antiquités : Samson Brass (Adam Godley)
- 2009 : L'Heure du courage : Tom (Greg Kean)
- 2011 : Amour, Mariage et Petits Tracas : Lloyd (Alexis Denisof)
- 2012 : De l'amour pour Noël : Barry (Matt Corboy)
- 2013 : Dévorée par l'ambition : Max Socco (Peter James Haworth)
- 2013 : Battlestar Galactica: Blood and Chrome : Xander Toth (John Pyper-Ferguson)
- 2015 : Les Dessous de Melrose Place : Frank South (Brendan Beiser)
- 2020 : L'Accord parfait de Noël : Philip (Tim Threlfall[25])

#### Téléfilms d'animation
- 1990[n 11] : Dragon Ball Z : Baddack contre Freezer : Pumbukin
- 1993 : Dragon Ball Z : L'Histoire de Trunks : C-17 et Vegeta

#### Séries télévisées
- Frank Whaley dans :
  - New York, police judiciaire (2002) : John McDowell (saison 12, épisode 15)
  - Dead Zone (2003-2004) : Christopher Wey (saisons 2 et 3)
  - New York, section criminelle (2004) : Mitch Godel (saison 4, épisode 5)
  - NCIS : Enquêtes spéciales (2004) : Jeffrey White (saison 2, épisode 10)
  - Boston Justice (2007) : Frankie Cox (saison 3, épisode 19)
  - New York, unité spéciale (2008) : le commandant de la Navy Grant Marcus (saison 8, épisode 9)
  - Ugly Betty (2010) : M. Sparks (saison 4, épisode 12)
  - Médium (2010) : Gabe Helling (saison 7, épisode 3)
  - Burn Notice (2010) : Josh Wagner (saison 4, épisode 4)
  - NYC 22 (2012) : Larry Giles (épisode 2)
  - Ray Donovan (2013) : Van Miller (7 épisodes)
  - Madoff, l'arnaque du siècle (2016) : Harry Markopolos (mini-série)
  - Elementary (2016) : Winston Utz (saison 5, épisode 5)
  - Interrogation (en) (2020) : l'inspecteur James Connor (6 épisodes)
  - Gossip Girl (2022) : Dennis Keller (saison 2, épisode 3)
- Cameron Daddo dans :
  - Models Inc. (1994-1995) : Brian Peterson (29 épisodes)
  - FX, effets spéciaux (1996-1998) : Rolland « Rollie » Tyler (39 épisodes)
  - Les Experts (2003) : le représentant de casino (saison 3, épisode 16)
  - Summerland (2004) : Bryant (saison 1, épisode 5)
  - Boston Justice (2006) : Sean Wilkes (saison 3, épisodes 8 et 9)
  - FBI : Portés disparus (2009) : Richard Connelly (saison 7, épisode 14)
  - Eleventh Hour (2009) : Ray Wynne (épisode 18)
  - NCIS : Enquêtes spéciales (2010) : Dan Mayfield (saison 8, épisode 7)
  - Rizzoli and Isles (2011) : Robert Cranston (saison 2, épisode 7)
  - NCIS : Los Angeles (2014) : Charles Anderson (saison 5, épisode 24 et saison 6, épisode 1)
- Peter Outerbridge dans :
  - 24 Heures chrono (2003) : Ronnie Stark (saison 2, épisodes 19 et 20)
  - ReGenesis (2004-2008) : David Sandström (52 épisodes)
  - Fringe (2008) : Dr Reyes (saison 1, épisode 1)
  - Flashpoint (2009) : Walter Volchek (saison 3, épisode 2)
  - Happy Town (2010) : Handsome Dan Farmer (6 épisodes)
  - Nikita (2010-2013) : Ari Tasarov (17 épisodes)
  - Beauty and the Beast (2012) : Silverfox (saison 1)
  - Les Enquêtes de Murdoch (2015) : le Père Keegan (saison 8, épisode 15)
  - Ransom (2019) : Tanner Donovan (saison 3, épisode 8)
  - Batwoman (2021) : Roman Sionis / Black Mask (saison 2)
- Reed Diamond dans :
  - Vanished (2006) : le thérapeute (épisodes 9, 10 et 11)
  - Cold Case : Affaires classées (2009) : Darren Musk (saison 7, épisode 9)
  - 24 Heures chrono (2010) : Jason Pillar (saison 8)
  - Los Angeles, police judiciaire (2011) : Franklin Citron (épisode 14)
  - Marvel : Les Agents du SHIELD (2015) : Dr Daniel Whitehall / le Kraken / le général Werner Reinhardt (saison 2)
  - Hawaii 5-0 (2019) : Claude Nostromo (saison 9, épisode 13)
  - Billions (2019) : Evan Robards (saison 4, épisode 4)
  - Murder (2019) : David Golan (saison 6, épisode 7)
  - Gaslit (2022) : Mark Felt (mini-série)
- John Slattery dans :
  - Desperate Housewives (2007) : Victor Lang (14 épisodes)
  - Mad Men (2007-2015) : Roger Sterling (89 épisodes)
  - Wet Hot American Summer: First Day of Camp (2015) : Claude Dumet (mini-série)
  - The Romanoffs (2018) : Daniel Reese (2 épisodes
  - Modern Love (2019) : Dennis (2 épisodes)
  - Mrs. America (2020) : Fred Schlafly (mini-série)
  - Next (en) (2020) : Paul LeBlanc (10 épisodes)
  - Girls5eva (2021) : John Slattery (saison 1, épisode 3)
- Alexis Denisof dans :
  - Buffy contre les vampires (1999) : Wesley Wyndam-Pryce (saison 3)
  - Angel (1999-2004) : Wesley Wyndham-Pryce (101 épisodes)
  - How I Met Your Mother (2006) : Sandy Rivers (1re voix - saison 1)
  - Private Practice (2008) : Daniel (saison 2, épisode 6)
  - Dollhouse (2009) : le sénateur Daniel Perrin (saison 2)
  - Perception (2013) : Dr Randall Vetter (saison 2, épisode 6)
  - Legacies (2019-2022) : le professeur Rupert Vardemus (9 épisodes)
- Daniel Morgenroth (de) dans :
  - Siska (2003) : Dr Werner (saison 6, épisode 5)
  - Inga Lindström (de) (2005) : Magnus Jacobsson (1 épisode)
  - Bateau de rêve (de) (2007 / 2010) : Florian Richter / Frank Dorfmann / Horst Dorfmann (2 épisodes)
  - Hôtel de rêve... (de) (2007) : Oliver Possard (1 épisode)
  - Der Ferienarzt (2007) : Volker Scheffler (1 épisode)
  - Lilly Schönauer (de) (2007) : Sylvester Freitag (1 épisode)
  - Voyage au paradis (2008 / 2012) : Stefan Clemens (2 épisodes)
- Christopher Heyerdahl dans :
  - Stargate Atlantis (2004-2009) : Halling (22 épisodes)
  - Smallville (2007) : Zor-El (saison 7, épisodes 6 et 8)
  - True Blood (2012) : Dieter Braun (saison 5)
  - Castle (2013) : Jacque Henri (saison 5, épisode 16)
  - Vegas (2013) : Cal Sprouse (épisode 20)
  - Midnight, Texas (2017) : Hightower (saison 1, épisode 5)
  - Peacemaker (2022) : le capitaine Caspar Locke (4 épisodes)
- John Pyper-Ferguson dans :
  - Caprica (2010) : Tomas Vergis (6 épisodes)
  - Alphas (2011-2012) : Stanton Parish (10 épisodes)
  - Longmire (2012) : Leland (saison 1, épisode 8)
  - Once Upon a Time (2013) : Kurt Flynn (saison 2, épisode 17)
  - Double Jeu (2013) : Wyatt Scott (5 épisodes)
  - Reine du Sud (2017) : Finnerman (saison 2)
  - Blacklist (2019) : Daniel Hutton (saison 7, épisode 4)
- Lou Diamond Phillips dans :
  - Wolf Lake (2001-2002) : John Kanin (10 épisodes)
  - New York, unité spéciale (2006) : Victor Paul Gitano (saison 7, épisode 19)
  - Psych : Enquêteur malgré lui (2007) : l'agent spécial Lars Ewing (saison 2, épisode 3)
  - Southland (2012) : l'officier Danny Ferguson (saison 4, épisodes 1 et 10)
  - Cougar Town (2011 / 2013) : Lou Diamond Phillips (3 épisodes)
  - Blue Bloods (2018-2020) : Louis Delgado (4 épisodes)
- Michael Vartan dans :
  - Alias (2001-2006) : Michael Vaughn (96 épisodes)
  - Kitchen Confidential (2005) : Michel Valentine (épisode 4)
  - Big Shots (2007-2008) : James Walker (11 épisodes)
  - Hawthorne : Infirmière en chef (2009-2011) : Dr Thomas « Tom » Wakefield (30 épisodes)
  - La Menace du volcan (2013) : Dr Matthew Cooper (mini-série)
  - Bates Motel (2014) : George (saison 2)
- Adam Godley dans :
  - Miss Marple (2010) : Lomax (saison 5, épisode 2)
  - Jackson Brodie, détective privé (2011) : Martin Canning (saison 1, épisodes 3 et 4)
  - Suits : Avocats sur mesure (2013) : Nigel Nesbitt (5 épisodes)
  - Homeland (2014) : Jordan Harris (saison 4, épisode 2)
  - Lodge 49 (en) (2018-2019) : Jocelyn Pugh (10 épisodes)
  - The Great (2020-2023) : l'archevêque « Archie » (30 épisodes)
- Brendan Beiser (en) dans :
  - Les Enquêtes de Murdoch (2011-2012) : Albert Wallace (saison 4, épisode 13 et saison 5, épisode 4)
  - Reign : Le Destin d'une reine (2015) : Edmond (saison 2, épisode 19)
  - The Hot Zone (2019) : le secrétaire adjoint (saison 1, épisode 1)
  - The Boys (2019) : Jeff (saison 1, épisodes 7 et 8)
- Cotter Smith (en) dans :
  - The Americans (2013-2016) : le procureur général adjoint (1re voix, saisons 1 à 4)
  - Forever (2015) : Neville (épisode 16)
  - Following (2015) : Nathan (saison 3, épisodes 5 et 6)
  - Madam Secretary (2015) : Darren Hahn (saison 1, épisode 20 et saison 2, épisode 1)
- Scott Baio dans :
  - Charles s'en charge (1984-1990) : Charles (126 épisodes)
  - Ici bébé (1991-1992) : James Halbrook (23 épisodes)
  - Une nounou d'enfer (1998) : Dr Frankie Cresitelli (saison 5, épisode 11)
- Arye Gross dans :
  - Friends (1995) : Michael (saison 2, épisode 7)
  - Millennium (1999) : Ed (saison 3, épisode 6)
  - Deuxième Chance (2000) : Todd Monroe (saison 2, épisode 5)
- Sebastian Spence dans :
  - Dawson (2002) : le professeur Matt Freeman (saison 6)
  - Smallville (2011) : Ted Kord (saison 10, épisode 18)
  - Psych : Enquêteur malgré lui (2013) : le maire Gaving Channing (saison 7, épisode 10)
- Greg Kean dans :
  - Dead Like Me (2003-2004) : Clancy Lass (21 épisodes)
  - Supernatural (2010) : M. Frankle (saison 5, épisode 12)
  - Psych : Enquêteur malgré lui (2010) : l'inspecteur Clark (saison 5, épisode 14)
- Colm Feore dans :
  - The Borgias (2011-2013) : Giuliano della Rovere (20 épisodes)
  - The Good Wife (2013) : Brad Lund (saison 4, épisode 14)
  - Gotham (2015) : Dr Francis Dulmacher (saison 1, épisodes 18 et 19)
- Ted Rooney (en) dans :
  - Urgences (1997-1998) : Dr Tabash (6 épisodes)
  - Grimm (2011 / 2015) : James Addison (3 épisodes)
- Dirk Martens dans :
  - Médecins d'urgences (de) (2000-2002) : Dr Marcel Plenzdorff (38 épisodes)
  - Rex, chien flic (2001) : Xaver Stoll (saison 7, épisode 7)
- Clark Gregg dans :
  - The Practice : Donnell et Associés (2000) : Bob McGrath (saison 5, épisode 7)
  - Will et Grace (2003) : Cameron (saison 5, épisode 22)
- Mark Harmon dans :
  - À la Maison-Blanche (2002) : l'agent Simon Donovan (saison 3)
  - JAG (2003) : l'agent spécial Leroy Jethro Gibbs (saison 8, épisodes 20 et 21)

- 1980-1983 : La Petite Maison dans la prairie : Willie Oleson (Jonathan Gilbert) (2e voix)
- 1981 : Blanc, bleu, rouge : Guillaume Malahougue (Claus Obalski (de))
- 1983 : X-Or : Den Iga / Sharivan (Hiroshi Watari (en)) (épisode 42)
- 1983-1984 : Les Petits Génies : Richie Adler (Matthew Laborteaux) (13 épisodes doublés)
- 1991 : Twin Peaks : John Justice Wheeler (Billy Zane) (5 épisodes)
- 1994-1998 : Dr Quinn, femme médecin : Preston Lodges (Jason Leland Adams) (59 épisodes)
- 1995-1999 : Caroline in the City : Richard Karinsky (Malcolm Gets (en)) (97 épisodes)
- 1996 : X-Files : Aux frontières du réel : Galen Muntz (Hrothgar Mathews (en)) (saison 3, épisode 24)
- 1999 : V.I.P. : Tommy Wipp (Tom Silardi) (saison 2, épisode 3)
- 2002 : Monk : Dr Christian Vezza (Juan Chioran) (saison 1, épisode 4)
- 2002 : The Shield : Lloyd Hawkins (Zia Harris) (saison 1, épisode 9)
- 2003 : Preuve à l'appui : Tom Crane (Jeffrey Nordling) (saison 2, épisode 17)
- 2004-2005 : À la Maison-Blanche : Greg Brock (Sam Robards) (8 épisodes)
- 2005-2007 : Le Destin de Lisa : Hugo Haas (Hubertus Regout) (47 épisodes)
- 2006 : Médium : M. Cathcart (Matt Winston (en)) (saison 2, épisode 19)
- 2007 : Dr House : Dr Brady (Scott Alan Smith (en)) (saison 4, épisode 4)
- 2007 : New York, unité spéciale : Ben Nicolsson (Aidan Quinn) (saison 9, épisode 4)
- 2010 : Flashpoint : Sloan Keller (Greg Bryk) (saison 2, épisode 16)
- 2010 : Breaking Bad : le docteur (Mark Harelik) (saison 3, épisode 9)
- 2010 : Drop Dead Diva : Ted Nichols (Todd Truley) (saison 2, épisode 9)
- 2011 : 30 Rock : Wesley (Michael Sheen) (4 épisodes)
- 2011 : La Maison sur le lac : Elmer Durgin (Julian Richings) (mini-série en 2 épisodes)
- 2012-2013 : Boardwalk Empire : Eddie Cantor (Stephen DeRosa (en)) (2e voix, 3 épisodes)
- 2012 : Inspecteur Barnaby : Gareth Dunbar (Jamie Michie) (saison 15, épisode 2)
- 2012-2014 : Real Humans : 100 % humain : Henning (Shebly Niavarani (en)) (13 épisodes)
- 2013 : Castle : Ted Archer (Morgan Peter Brown) (saison 5, épisode 15)
- 2013-2014 : Hostages : l'agent des services secrets Logan (Jim True-Frost) (11 épisodes)
- 2013-2018 : Tunnel : Karl Roebuck (Stephen Dillane) (24 épisodes)
- 2015 : Fortitude : le professeur Charlie Stoddard (Christopher Eccleston) (saison 1, épisodes 1 et 4)
- 2017-2019 : Marie-Thérèse d'Autriche : Johann Bartenstein (en)(Dominik Warta (de)) (4 épisodes)
- 2018 : 1983 : Bao « Oncle » Chu (Vu Le Hong) (7 épisodes)
- 2018-2019 : Succession : Gil Eavis (Eric Bogosian) (7 épisodes)
- 2019 : Brooklyn Nine-Nine : le commissaire John Kelly (Phil Reeves) (4 épisodes)
- 2020 : Un ami aux petits soins (en) : ? ( ? )
- 2021-2023 : Loki : Mobius M. Mobius (Owen Wilson) (11 épisodes)
- 2022 : Les Monstres de Cracovie : le professeur Jan Zawadzki (Andrzej Chyra) (8 épisodes)
- 2023 : Fubar : Donnie (Andy Buckley) (1re voix, 5 épisodes)
- 2024 : House of Ninjas : Majin Hamashi (Tomorowo Taguchi (en)) (8 épisodes)

#### Séries d'animation
- 1981 : Les Quatre Filles du docteur March : Laurie (voix principale)
- 1982 : L'Empire des Cinq : Quentin (épisodes 19 à 21)
- 1982 : Pic Pic Pic[26] : Narrateur
- 1983 : Bomber X : Cyril (série de marionnettes animées)
- 1983 : Gigi : un ami d'Erika (épisode 26)
- 1983 : Albator 84 : le père de Lydia (2e voix)
- 1984[n 16] : Sab Rider : Fireball (voix de remplacement)
- 1985 : Transformers : Devcon (épisode 47)
- 1986 : Lady Oscar : André Grandier (voix principale, à partir de l'épisode 17)
- 1986 : Lazer Tag : Tom Jaren
- 1988[n 8] : Les Samouraïs de l'éternel : Tōma Hashiba (voix de remplacement, épisodes 17 à 19)
- 1988 : Visionaries: Knights of the Magical Light : Ectar, Witterquick et Cryotek
- 1988-1990 : Dragon Ball : le sergent Murasaki, Yamcha, Tsuru Sennin, Mr. Popo, l'arbitre du Tenkaichi Budokai et Piano
- 1988-1992 : Les Chevaliers du Zodiaque : Seiya, Ushio, Chevalier Cristal, Chevalier des Flammes, Pégase Noir, Aiolia (2e voix principale), Shaka (voix principale), Fenrir, Albérich, Mime, Io, Kaasa, Sorrento et Kanon (2e voix)
- 1989-1990[n 17] : Captain N : Captain N (1re voix, saison 1 et 2)
- 1989-1992 : Guyver : Dr Hamilcar Balcus (1re voix), Masaki Murakami (1re voix)
- 1990-1992 : Sophie et Virginie : Frédéric Rochambeau
- 1990-1996 : Dragon Ball Z : Yamcha, Garlic Junior, Vegeta, Nail, M. Popo, Dendé adulte, Shapner, l'arbitre du Tenkaichi Budokai, Kiwi, C-17 (2e voix), Grégory, Vegeto et Vegeta
- 1990-1996 : Capitaine Planète : Wheeler
- 1992 : James Bond Junior : Q et Odd-Job
- 1992-1993 : Le Roi Arthur et les Chevaliers de Justice : Darren, Zeke
- 1995-1997 : Freakazoid! : le docteur
- 1996[n 18] : Dragon Ball GT : Vegeta (2 premiers épisodes) et Dende (épisode 1)
- 1997 : Blake et Mortimer : Vincent, le majordome de Duranton (épisode L'Affaire du collier)
- 1998-2000 : Godzilla, la série : Cameron Winter
- 1999 : Hercule : Thésée (épisode 49)
- 2000-2001 : Les Aventures de Buzz l'Éclair : XR
- 2001 : La Légende de Tarzan : Henry et Hobson
- 2001-2002 : Les Nouvelles Aventures de Lucky Luke : Jolly Jumper et le narrateur
- 2002-2003 : Kim Possible : le père de Robin (1re voix), Jack Hench (2e voix)
- 2005-2007 : American Dragon: Jake Long : Pandarus
- 2009-2015 : Dragon Ball Z Kai : Yamcha, Vegeta, M. Popo, l'arbitre du Tenkaichi Budokai et Vegetto
- 2009-2023[n 19] : Archer : Ray Gillette [n 20]
- 2011-2014 : Toriko : Grinpatch
- 2012-2014 : Saint Seiya Omega : Seiya Chevalier d'Or du Sagittaire et le narrateur
- 2012 : Star Wars: The Clone Wars : Morallo Eval (saison 4)
- 2015-2018 : Dragon Ball Super : Vegeta, Yamcha, Vegetto (en double voix avec Patrick Borg) et Jimizu
- 2018-2021 : Peepoodo and the Super Fuck Friends : un participant du tournoi (saison 2, épisode 7)
- 2022 : Thermae Romae Novae : le narrateur et divers personnages
- 2022 : Détective Conan : Zero à l'heure du thé : Tōru Amuro / Rei Furuya
- 2022 : Détective Conan : Apprenti Criminel : Tōru Amuro / Rei Furuya
- 2024 : Tales of the Empire : le Moff Isdain et un villageois

#### OAV
- 1988[n 21] : Monster City : Kyoya
- 1991[n 10] : Megalopolis[27] : Junichi Narutaki (1er voix, OAV 1)
- 1991[n 22] : 3×3 Eyes : Tatsuya (1er doublage, OAV 1 et 2)
- 1997 : Battle Arena Toshinden : Show
- 2005-2008 : Saint Seiya : Chapitre Hadès, arc Inferno et Élysion : Seiya
- 2007 : Tales of Phantasia: The Animation : le général Leisen
- 2009 : Saint Seiya : The Lost Canvas : Asmita
- 2011[n 23] : Dragon Ball Z : Le Plan d'éradication des Super Saïyens : Végéta

### Jeux vidéo
- 1997 : Time Crisis : Sherudo Garo[réf. nécessaire]
- 1999 : The Longest Journey : Cortez
- 1999 : Star Wars, épisode I : La Menace fantôme : droïde de protocole de Jabba le Hutt
- 2000 : Katego : Marti (CD-ROM)
- 2000 : American McGee's Alice : le Griffon
- 2001 : Star Wars: Galactic Battlegrounds : Lando Calrissian
- 2001 : Star Wars: Obi-Wan : les droïdes de combat
- 2005 : Saint Seiya : Les Chevaliers du Zodiaque - Le Sanctuaire : Seiya, Seiya sagittaire, Ushio
- 2005 : Star Wars: Knights of the Old Republic II - The Sith Lords : Berun Modrul, bras droit du capitaine Zherron à Khoonda sur la planète Dantooine
- 2006 : Cars : Quatre Roues : Flash McQueen
- 2006 : Star Wars: Empire at War - Forces of Corruption : l'amiral Firmus Piett
- 2007 : Hellgate: London : le narrateur dans la cinématique d'introduction du jeu
- 2009 : Jak and Daxter: The Lost Frontier : Phoenix et Ruskin
- 2009 : Ratchet and Clank: A Crack in Time : une partie du script de Clank
- 2009 : Dragon Age: Origins : le sergent Kylon
- 2010 : Fable III : voix additionnelles
- 2011 : Spider-Man : Aux frontières du temps : voix additionnelles
- 2012 : Borderlands 2 : Zero
- 2013 : God of War: Ascension : Castor
- 2014 : Alien: Isolation : Christopher Samuels
- 2018 : World of Warcraft: Battle for Azeroth : Inquisiteur Notley
- 2019 : The Elder Scrolls Online : Zamarak (extension Elsweyr), Bruccius Baenius (DLC : Dragonhold)
- 2020 : No Straight Roads : DJ Subatomic Supernova

### Direction artistique

#### Films
- 1994 : Radio Rebels
- 2008 : Toute l'histoire de mes échecs sexuels
- 2010 : We Are Four Lions
- 2012 : Elefante blanco
- 2012 : Sept Jours à La Havane
- 2016 : Mademoiselle
- 2017 : The Secret Man: Mark Felt
- 2022 : Code Name Banshee (en)
- 2022 : Carmen
- 2024 : Les Couleurs du mal : Rouge (assisté de Nicolas Larson)

#### Films d'animation
- 1994 : Le Petit Dinosaure : Petit-Pied et son nouvel ami
- 1997 : La Pimpa
- 2016 : Big Fish and Begonia
- 2017 : Mary et la Fleur de la sorcière

#### Téléfilms
- 1994 : Protection rapprochée
- 2020 : La vie que nous voulions
- 2021 : Rencard avec le diable
- 2021 : Confessions d'une camgirl
- 2022 : Nos pires voisines
- 2022 : La Formule secrète de Noël
- 2022 : Sugar Baby malgré moi
- 2022 : Les Secrets de mes voisins
- 2023 : Le Déshonneur d'une miss
- 2023 : Comment j'ai démasqué un serial killer
- 2023 : L'Amant de mon mari
- 2023 : La Reine des manipulatrices
- 2024 : Bonds Will Be Broken

#### Téléfilms d'animation
- 1995 : Charlie la taupe
- 1996 : Jack le crapaud
- 2020 : Mighty Express : L'Aventure de Noël
- 2022 : Mighty Express : Tout déraille !

#### Séries d'animation
- 1997 : Nightmare Ned
- 2020-2022 : Mighty Express (en).

#### Séries télévisées
- 1999 : Legacy.

## Voix off

### Livres audio
- Série de livres audio pour enfants, adaptation en version courte d’œuvres de Jules Verne aux éditions Eponymes, en tant que narrateur :
  - Vingt Mille Lieues sous les mers
  - Cinq Semaines en ballon
  - L'Île mystérieuse
  - Le Tour du monde en quatre-vingts jours
  - Les Enfants du capitaine Grant
  - Les Tribulations d'un Chinois en Chine
  - Voyage au centre de la Terre
  - De la Terre à la Lune
- 2019 : Witch Memory : Agni (bande dessinée audio)

### Publicités
Éric Legrand a prêté sa voix pour des publicités pour McDonald's, Midas, CGPME, Blini, Le Lynx, Quechua, Tic Tac, Coca-Cola Light, Crédit agricole, Belvita, Foncia, Leerdammer, Lidl, Destop et Kit Kat. Plus récemment, on peut l'entendre en tant que voix d'HelloAsso et HomeBox.

### Divers
- Arthur et les Incollables (émission)
- Terre en furie : Tremblements de terre (documentaire)
- Reload d'At0mium : voix off de Vegeta à propos des jeux Dragon Ball Z sur Super Nintendo (émission) (épisode 34)
- 2007 : Planète Terre : Aux origines de la vie (documentaire, diffusé le 19 décembre 2013 sur RMC Découverte) (saison 1, épisode 27)
- 2011 : Zéro de conduite (émission)